# Nucha
Nucha es una cantante portuguesa, cuyo nombre verdadero es Cristina Isabel dos Santos Baldaia Trindade.
En 1990, representó a Portugal en el Festival de Eurovisión, con la canción, Há sempre alguém, con la que terminó en el 20º lugar.
Participó en el Festival da Canção por segunda vez en 1990, y esta vez tuvo éxito con la canción "Há sempre alguém" ("Siempre hay alguien") ganando el voto de los jurados. Su tema "Há sempre alguém" avanzó al 35º Festival de Eurovisión, el 5 de mayo en Zagreb, donde no resultó popular, terminando 20.º de las 22 inscripciones, habiendo recibido puntos solo de los jurados de y Reino Unido. No obstante, la canción resultó popular en Portugal.
Realizó un retorno sorpresivo al Festival da Canção en 2009 con el tema "Tudo está na tua mão", terminando en cuarto lugar.
En 2013 participó en Big Brother VIP, donde permaneció por 28 días, hasta ser finalmente retirada por el público.

## Discografía
- "Se Calhar" (Single, Polygram, 1988) como Nuxa
- "Há Sempre Alguém" (Single, CBS, 1990)
- Tu Vais Ver (CD, Ovação, 1992)
- Todos Me Querem (CD, Ovação, 1994)
- Sedução (CD, Ovação, 1996)
- Anda (Que Eu Vou Ficar À Janela) (CD, Vidisco, 1997)
- Luz (CD, Vidisco,1998)
- Destino (CD, SantaClaus, 1999)
- Regresso (CD, Ovação, 2007)